# 160 (numero)
Centosessanta (160) è il numero naturale dopo il 159 e prima del 161.

## Proprietà matematiche
- È un numero pari.
- È un numero composto dai seguenti dodici divisori: 1, 2, 4, 5, 8, 10, 16, 20, 32, 40, 80, 160. Poiché la somma dei divisori (escluso il numero stesso) è 218 > 160 è un numero abbondante.
- È un numero semiperfetto in quanto pari alla somma di alcuni (o tutti) i suoi divisori.
- È un numero 28-gonale.
- È la somma dei primi undici numeri primi, infatti 2 + 3 + 5 + 7 + 11 + 13 + 17 + 19 + 23 + 29 + 31 = 160.
- È parte delle terne pitagoriche (36, 160, 164), (78, 160, 178), (96, 128, 160), (120, 160, 200), (160, 168, 232), (160, 231, 281), (160, 300, 340), (160, 384, 416), (160, 630, 650), (160, 792, 808), (160, 1275, 1285), (160, 1596, 1604), (160, 3198, 3202), (160, 6399, 6401).
- È un numero palindromo nel sistema di numerazione posizionale a base 3 (12221) e in quello a base 6 (424).
- È un numero pratico.

## Storia
- 160 soldati compongono un manipolo: due raggruppamenti di 60 Hastati e un raggruppamento di 40 velites.

## Astronomia
- 160P/LINEAR è una cometa periodica del sistema solare.
- 160 Una è un asteroide della fascia principale del sistema solare.

## Telefonia
Il numero telefonico 160 (gratuito se chiami da PosteMobile o dalla rete fissa Telecom) è l'assistenza clienti per assistenza tecnica, commerciale e amministrativa e 24 ore su 24 per furto/smarrimento di PosteMobile.

## Astronautica
- Cosmos 160 è un satellite artificiale russo.